# GALR2
GALR2 (англ. Galanin receptor 2) – білок, який кодується однойменним геном, розташованим у людей на короткому плечі 17-ї хромосоми. Довжина поліпептидного ланцюга білка становить 387 амінокислот, а молекулярна маса — 41 700.
| 10         |  | 20         |  | 30         |  | 40         |  | 50         |
| ---------- |  | ---------- |  | ---------- |  | ---------- |  | ---------- |
| MNVSGCPGAG |  | NASQAGGGGG |  | WHPEAVIVPL |  | LFALIFLVGT |  | VGNTLVLAVL |
| LRGGQAVSTT |  | NLFILNLGVA |  | DLCFILCCVP |  | FQATIYTLDG |  | WVFGSLLCKA |
| VHFLIFLTMH |  | ASSFTLAAVS |  | LDRYLAIRYP |  | LHSRELRTPR |  | NALAAIGLIW |
| GLSLLFSGPY |  | LSYYRQSQLA |  | NLTVCHPAWS |  | APRRRAMDIC |  | TFVFSYLLPV |
| LVLGLTYART |  | LRYLWRAVDP |  | VAAGSGARRA |  | KRKVTRMILI |  | VAALFCLCWM |
| PHHALILCVW |  | FGQFPLTRAT |  | YALRILSHLV |  | SYANSCVNPI |  | VYALVSKHFR |
| KGFRTICAGL |  | LGRAPGRASG |  | RVCAAARGTH |  | SGSVLERESS |  | DLLHMSEAAG |
| ALRPCPGASQ |  | PCILEPCPGP |  | SWQGPKAGDS |  | ILTVDVA    |  |            |

A: Аланін

C: Цистеїн

D: Аспарагінова кислота

E: Глутамінова кислота

F: Фенілаланін

G: Гліцин

H: Гістидин

I: Ізолейцин

K: Лізин

L: Лейцин

M: Метіонін

N: Аспарагін

P: Пролін

Q: Глутамін

R: Аргінін

S: Серин

T: Треонін

V: Валін

W: Триптофан

Кодований геном білок за функціями належить до рецепторів, g-білокспряжених рецепторів, білків внутрішньоклітинного сигналінгу. 
Локалізований у клітинній мембрані, мембрані.